# Si Hsaien Ben Abderrahmane
Si Hsaien Ben Abderrahmane (en àrab سي احساين بن عبد الرحمان, Sī Iḥsāyn ibn ʿAbd ar-Raḥmān; en amazic ⵙⵉ ⵃⵙⴰⵢⵏ ⴱⵏ ⵄⴱⴷⵕⵕⵃⵎⴰⵏ) és una comuna rural de la província d'El Jadida, a la regió de Casablanca-Settat, al Marroc. Segons el cens de 2014 tenia una població total de 5.990 persones.